# 项晓云
项晓云（1964年—），辽宁鞍山人，汉族，中华人民共和国政治人物、第十二届全国人民代表大会辽宁地区代表。
毕业于中国社会科学院财政金融专业，加入中国共产党。2013年，被选为全国人大代表。